# Aleksa Uskoković
Aleksa Uskoković (in serbo Алекса Ускоковић?; Belgrado, 30 agosto 1999) è un cestista serbo.

## Palmarès
- Campionato serbo: 1

Stella Rossa: 2020-21
- Coppa di Serbia: 1

Stella Rossa: 2021
- Lega Adriatica: 1

Stella Rossa: 2020-21